# Dolichomitus khasianus
Dolichomitus khasianus är en stekelart som beskrevs av Gupta och Tikar 1976. Dolichomitus khasianus ingår i släktet Dolichomitus och familjen brokparasitsteklar. Inga underarter finns listade i Catalogue of Life.